# Talaga (Mancak)
Talaga is een bestuurslaag in het regentschap Serang van de provincie Banten, Indonesië. Talaga telt 3676 inwoners (volkstelling 2010).